# Craig Thorne
Craig Thorne (* 3. Januar 2001 in Miramichi, New Brunswick) ist ein kanadischer Hürdenläufer, der sich auf die 110-Meter-Distanz spezialisiert hat.

## Sportliche Laufbahn
Erste internationale Erfahrungen sammelte Craig Thorne im Jahr 2023, als er bei den U23-NACAC-Meisterschaften in San José im Finale über 110 m Hürden disqualifiziert wurde. Im Jahr darauf nahm er an den Olympischen Sommerspielen in Paris teil und schied dort mit 13,62 s in der Hoffnungsrunde aus.
In den Jahren 2023 und 2024 wurde Thorne kanadischer Meister im 110-Meter-Hürdenlauf.

## Persönliche Bestzeiten
- 110 m Hürden: 13,48 (+0,5 m/s), 13. Juni 2024 in Edmonton
  - 60 m Hürden (Halle): 7,76 s, 23. Februar 2024 in Windsor